# Appendicula crispa
Appendicula crispa är en orkidéart som beskrevs av Johannes Jacobus Smith. Appendicula crispa ingår i släktet Appendicula och familjen orkidéer. Inga underarter finns listade i Catalogue of Life.